# Inharmonia
La Inharmonia o  inharmonicitat  és un fenomen que té lloc en els instruments musicals. Aquest fenomen provoca la desviació de freqüència dels diferents sons parcials o harmònics segons cada un d'ells i d'acord amb la freqüència fonamental de la corda. Per exemple, es produeix una inharmonia quan el segon harmònic de la nota fonamental La 440 en lloc de produir-se a 880 Hz variarà lleugerament, per exemple, a 880,4 Hz
En els instruments de corda, la Inharmonia està directament relacionada amb el gruix, rigidesa i longitud de la corda i molts instruments de percussió produeixen sons complexos i inharmònic.